# Trauaxa
Trauaxa é um gênero de traça pertencente à família Arctiidae.